# Gầm ghì đầu hung
Macropygia ruficeps là một loài chim trong họ Columbidae.